# 회색잎귀쥐
회색잎귀쥐(Graomys griseoflavus)는 비단털쥐과에 속하는 설치류이다. 아르헨티나와 볼리비아, 브라질, 파라과이에서 발견된다. 그란차코에서 서식한다.